# Pentinsaari (ö i Södra Savolax, Pieksämäki, lat 61,75, long 27,62)
Pentinsaari är en ö i Finland. Den ligger i sjön Syysjärvi och i kommunen Jockas i den ekonomiska regionen  Pieksämäki ekonomiska region  och landskapet Södra Savolax, i den södra delen av landet, 230 km nordost om huvudstaden Helsingfors. Öns area är 11,6 hektar och dess största längd är 0,6 kilometer i nord-sydlig riktning.